# Kanton Châteauneuf-la-Forêt
Kanton Châteauneuf-la-Forêt (francouzsky Canton de Châteauneuf-la-Forêt) je francouzský kanton v departementu Haute-Vienne v regionu Limousin. Tvoří ho 10 obcí.

## Obce kantonu
- Châteauneuf-la-Forêt
- La Croisille-sur-Briance
- Linards
- Masléon
- Neuvic-Entier
- Roziers-Saint-Georges
- Saint-Gilles-les-Forêts
- Saint-Méard
- Surdoux
- Sussac